# Salzspray

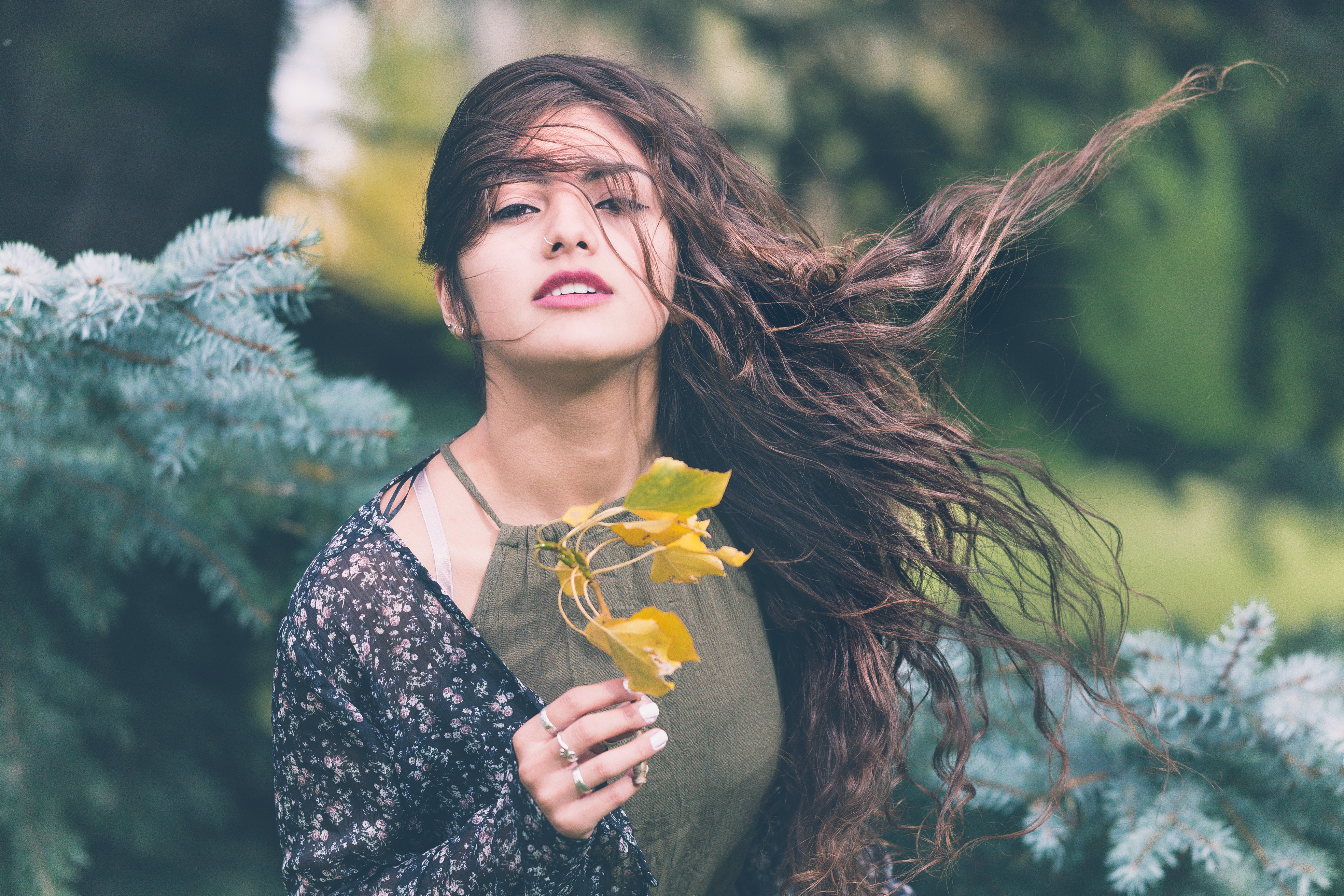
Salzsprays helfen beim Stylen der Haare und sollen zu voluminösen Haaren und Locken verhelfen

Ein Salzspray ist ein Aerosol einer Lösung von Salzen und dient der Haarpflege. Salzsprays werden zum Haarstyling verwendet und sollen zu Locken und voluminösen Frisuren verhelfen.

## Anwendung
Je nach Produkt muss ein Salzspray auf feuchtem oder trockenem Haar angewendet werden. Das Spray wird aufgesprüht und mit den Fingern wird dann die gewünschte Frisur kreiert. Dabei sollte aus einer Entfernung von etwa 15 cm gesprüht werden, um das Salzspray auch gleichmäßig auf die Haare verteilen zu können.

## Inhaltsstoffe
In manchen Salzsprays ist tatsächlich Salz (Natriumchlorid, INCI: maris sal oder sodium chloride) enthalten, dies muss aber keineswegs so sein, da das Meersalz (Natriumchlorid) das Haar auf Dauer schädigen würde. Als Salz-Komponente kann z. B. ein Natriumchlorid-haltiges Salzgemisch aus dem Toten Meer oder Magnesiumsulfat (INCI: magnesium sulfate) verwendet werden. Wenn kein Natriumchlorid enthalten ist, bestehen die Salzsprays aus einer speziellen mineralischen Mischung. Außerdem sind oft Pflegeprodukte wie Lavendelöl und UV-Filter Bestandteile eines Salzsprays.

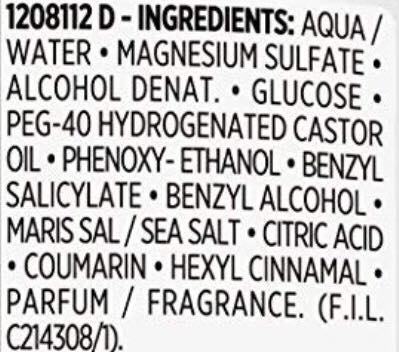
INCI-konforme Deklaration der Inhaltsstoffe eines Salzsprays mit Magnesiumsulfat und Meeressalz (= Natriumchlorid)
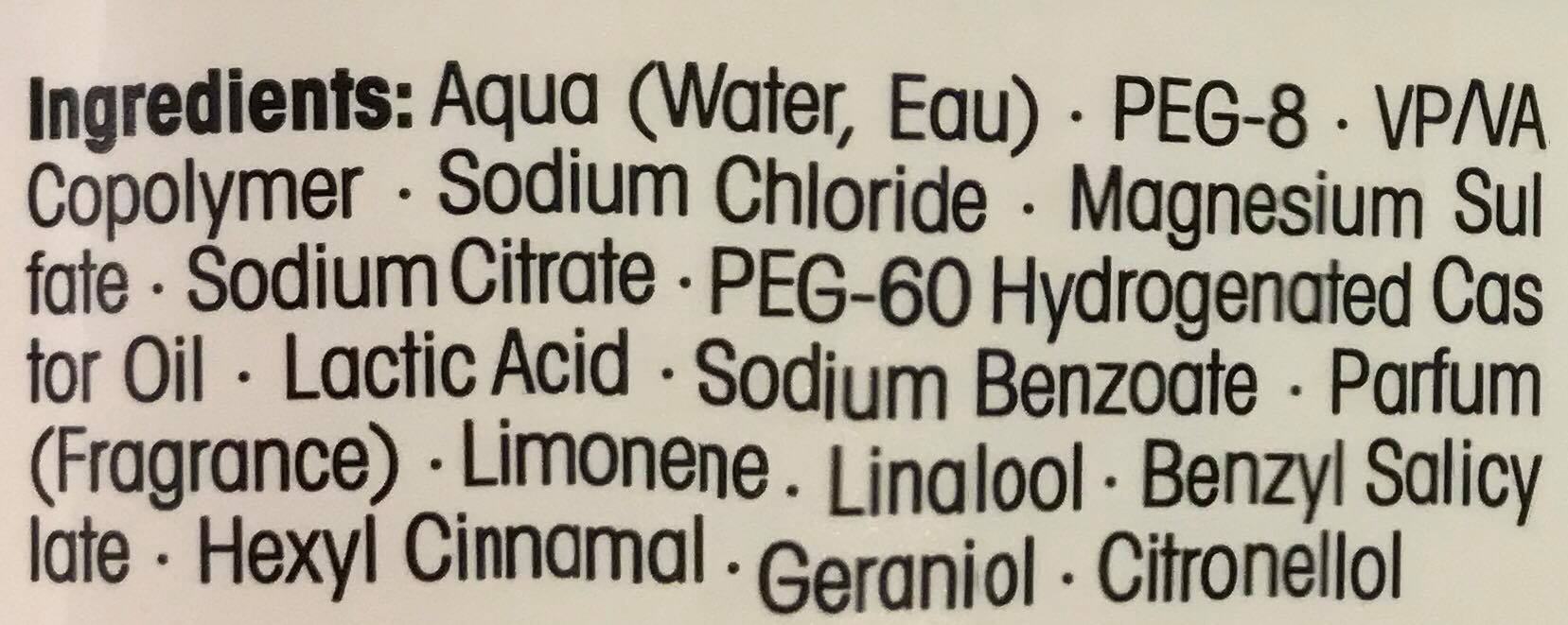
Deklaration der Inhaltsstoffe eines Salzsprays mit Magnesiumsulfat, Natriumchlorid und Natriumcitrat

## Wirkung
Durch das Salz oder ähnliche Inhaltsstoffe bekommt das Haar nicht nur mehr Fülle, sondern es kann das Haar auch pflegen, indem es dieses von überschüssigem Fett befreit. Durch das zusätzlich enthaltene Öl und den UV-Filter soll das Haar vor dem Austrocknen und der Sonne geschützt werden.